# Конфи баялди
Конфи баялди (фр. Confit byaldi) — вариация традиционного французского блюда рататуй от французского шеф-повара Мишеля Герара.

## История
Название происходит от турецкого блюда Имам баялды, которое представляет собой фаршированный баклажан и французской кулинарной техники конфи.
В оригинальном рецепте рататуя овощи обжариваются перед запеканием. Начиная с 1976 года некоторые французские повара готовили овощи для рататуя тонкими ломтиками вместо традиционной грубой нарезки. Мишель Герар в своей книге «Cuisine minceur» (1976) создал более легкие версии традиционных блюд новой кухни. Его рецепт, конфи баялди, отличался от рататуя тем, что не обжаривал овощи, а томил в духовке, удалял перец и добавлял грибы.

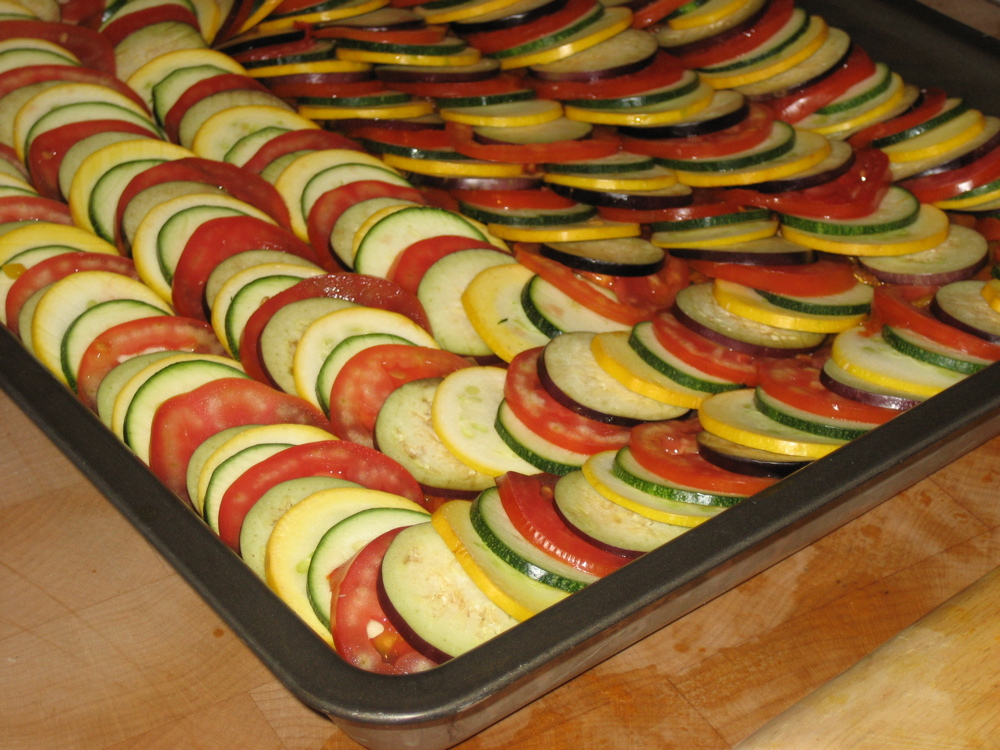
Приготовление конфи баялды

Блюдо конфи баялди стало кулинарным шлягером ресторана Герара, и помогло ему получить три звезды «Мишлен».
Знаменитый американский шеф-повар Томас Келлер стажировался у Герара, и позже привёз рецепт конфи баялды в США. Впервые он написал о блюде, которое он назвал «byaldi», в своей книге 1999 года «The French Laundry Cookbook». В вариации Келлера блюда Герара было добавлено два соуса: томатно-перечный соус или пиперада внизу, и винегретная заправка сверху . 
Келлер работал кулинарным консультантом для фильма Pixar «Рататуй», позволив его продюсеру Брэду Льюису в течение двух дней поработать на кухне его ресторана French Laundry. Льюис спросил Келлера, как бы он приготовил рататуй, если бы его ресторан посетил самый известный в мире ресторанный критик . Келлер решил, что приготовит рататуй в форме конфи баялди и разложит овощные кружочки в виде гармошки кулинарной лопаткой.

## Приготовление и подача
Согласно рецепту Томаса Келлера, овощная пиперада готовится из очищенных, мелко нарезанных и измельченных перцев, желтого лука, помидоров, чеснока и трав. Пиперада тонким слоем распределяется по противню или кастрюле, затем сверху выкладывается слой тонко нарезанных кружочков цуккини, желтой тыквы, японских баклажанов и римских томатов одинакового размера, накрытых пергаментной бумагой, затем медленно запекается в течение нескольких часов, чтобы овощи пропарились. Пергамент удаляется, чтобы овощи запеклись, приобретая дополнительный вкус за счет карамелизации. Для подачи пиперада формируется в небольшую горку, а кружочки располагаются веером, чтобы покрыть основание пиперады. На тарелку поливается бальзамическая винегретная заправка, блюдо можно украсить. 